# Киевское общество фотографов-любителей «Дагерр»

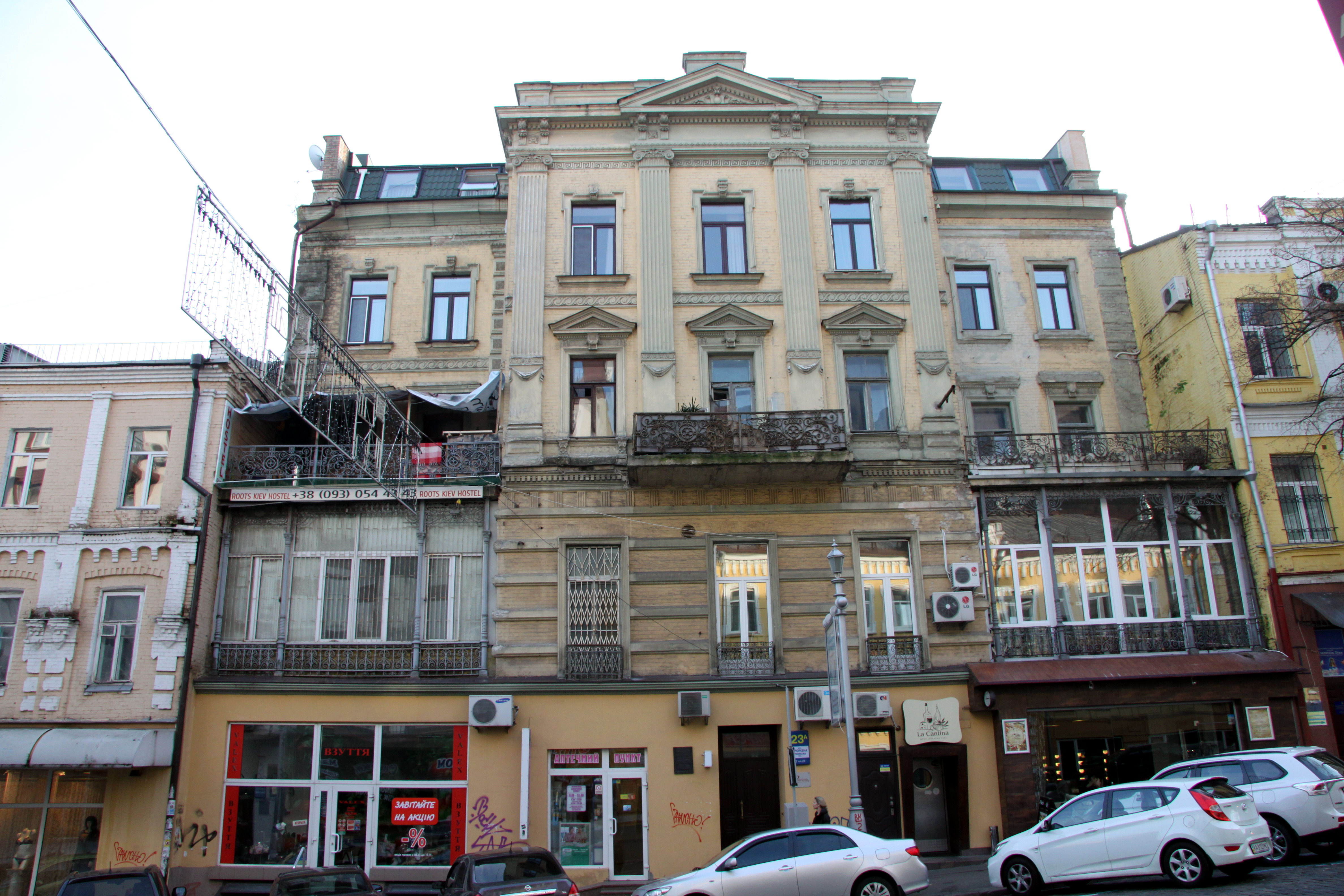
Киевское общество фотографов-любителей «Дагерр» по улице Прорезной, 23

Киевское общество фотографов-любителей «Дагерр» — общество содействия развитию теории и практики фотографического дела, существовавшее в Киеве с 1901 по 1917 годы. С способствовало развитию и распространению художественной, технической и научной фотографии.

## История
Общество объединило 30 ноября 1901 года фотографов Киева и Киевской губернии. В его деятельности принимали участие известные фотографы, ученые, художники, в частности Николай Беляшевский, Владислав Галимский, Владимир Гудшон, Георгий Де-Метц, Василий Кульженко, Владимир Менк, Владимир Орловский, Николай Пимоненко и др. Общество получило от старейшего в мире Парижского фотографического клуба — бюст Луи Дагера. Президент парижского клуба Морис Бюке был избран почетным членом Киевского общества. Первым председателем правления общества был избран инженер Николай Александровича Щукин, а секретарем — Николай Ильич Бобырь.
С целью развития фотографического дела, члены общества осуществляли экспедиции, в ходе которых фотографировали архитектурные памятники, предметы старины, исторические объекты, фиксировали быт украинцев. Работы членов общества неоднократно отмечались наградами международных выставок. В январе 1911 года в Киеве в здании Городской публичной библиотеки проводилась Международная фотовыставка, посвященная 10-летию общества, в которой кроме отечественных фотографов принимали участие известные фотографы Австрии, Великобритании, США, Франции.
Общество «Дагерр» сделало Киев одним из центров европейской фотографии. В декабре 1908 г. состоялся II съезд фотографических деятелей (Крещатик, 10), в то же время общество провело в Киеве в доме Биржи (Крещатик, 13) II Международную фотовыставку, которая превратилась в настоящий праздник мировой фотографии. На ней было представлено более 500 фоторабот выдающихся фотографов. Победителей определяла комиссия, в которую входили Николай Петров, Николай Бобырь, Александр Губчевский, Йозеф Хмелевский, Василий Кульженко, художники — Михаил Нестеров, Николай Пимоненко, Владислав Галимский, Иван Селезнев, Владимир Менк, Михаил Холодовский, Владимир Орловский, историк Николай Беляшевский, профессор Георгий Де-Метц и другие.

## Выставки
- 1905 г. Киев. 1-й Международный конкурс световых картин ДАГ в Киеве. Первая премия — «золотой жетон» (братья Гудшон А. Л. и Гудшон В. Л.)
- 1908 г. Москва. Высшие награды «Гран-При» — у Николая Петрова и у общества «Дагерр» за коллективное участие.
- 1908 г. Саратов. Золотые медали у Николая Петрова, Александра Губчевского, серебряные и бронзовые — у фотографов из Екатеринослава, Новозыбкова, Керчи и Смелы.
- 1909 г. Казань. Все высшие награды, «Почетный отзыв», дипломы 1, 2, 3 степени — у членов общества «Дагерр».
- 1910 г. Будапешт. Золотая медаль у Николая Петрова.
- 1912 г. Антверпен. Международный конкурс фирмы Л. Геверт. Геверт — медали, дипломы и денежные премии — у мастеров Киева, Одессы, Харькова, Умани.

## Руководители общества
- М. А. Щукин (1901—1906)
- Н. А. Петров (1906—1911)
- А. М. Губчевский (1912—1917)

## Местонахождение общества
- 1901—1906 ул. Пироговская, 5
- 1906—1911 ул. Мариинско-Благовещенская, 74
- 1911—1912 ул. Прорезная, 23
- 1912—1914 ул. Крещатик, 52
- 1914—1917 ул. Крещатик, 7